# Silencio
Silenco er en single fra det Spanske heavy metal band Bruthal 6